# Szergej Petrovics Kapica
Szergej Petrovics Kapica (cirill betűkkel: Сергей Петрович Капица; Cambridge, 1928. február 14. – Moszkva, 2012. augusztus 14.) szovjet-orosz fizikus, televíziós személyiség, a V mire nauki (a Scientific American orosz nyelvű kiadása)  orosz tudományos-ismeretterjesztő folyóirat főszerkesztője, Pjotr Kapica Nobel-díjas szovjet fizikus fia.